# Technomyrmex albipes
Technomyrmex albipes es una especie de hormiga del género Technomyrmex, subfamilia Dolichoderinae. Fue descrita científicamente por Smith en 1861.
Se distribuye por Camerún, Gabón, Costa de Marfil, Madagascar, Mauricio, Mozambique, Namibia, Reunión, Seychelles, Sudáfrica, Sudán, Tanzania, Uganda, Zimbabue, islas Caimán, Guayana Francesa, Estados Unidos, Bangladés, Borneo, Camboya, China, India, Indonesia, Japón, islas Krakatau, Laos, Malasia, Corea del Norte, Filipinas, Corea del Sur, Sri Lanka, Taiwán, Tailandia, Emiratos Árabes Unidos, Vietnam, Yemen, Dinamarca, Suiza, Australia, islas Cook, Guam, Hawái, islas Marshall, Micronesia, Nueva Caledonia, Palaos, Papúa Nueva Guinea, Pitcairn, Samoa, Islas Salomón, Tokelau, Wallis y Futuna. Se ha encontrado a elevaciones de hasta 1824 metros. Vive en microhábitats como la vegetación baja, hojarasca, forraje, troncos podridos y ramas muertas.